# ساندانی
ساندانی (به لاتین: Saandani) یک منطقهٔ مسکونی در اتحاد قمر است که در آنژوان واقع شده‌است.

## خصوصیات
ساندانی  ۱٬۲۹۱ نفر جمعیت دارد.